# Franz Peter Cassel
Franz Peter Cassel (auch François-Pierre Cassel, * 3. November 1784 in Köln; † 8. Juni 1821 in Gent) war ein deutscher Mediziner und Botaniker.

## Leben
Franz Peter Cassel war der Sohn des Kölner Arztes Reiner Joseph Anton Alexander Cassel.
Nach dem Besuch des Gymnasium Laurentianum in Köln und der nach französischem Vorbild eingerichteten Zentralschule Köln studierte Cassel Medizin an der Universität in Göttingen. 1805 wurde er in Paris promoviert. Ab 1806 wirkte er als Professor für Naturwissenschaften an der Zentralschule sowie der Nachfolgeeinrichtung am königlich preußischen Gymnasium in Köln.
Im Jahre 1817 ging er als Lehrer für Naturgeschichte an die von König Willem I. neu gegründete Universität Gent. Cassel wurde Direktor des Botanischen Gartens in Gent und wirkte im Schuljahr 1818/19 als Rektor der Universität.
Am 6. Oktober 1819 heiratete er Colette-Marie-Antoinette de Vliegher.
Cassel gehörte der vom Lehrer Johann Caspar Schug (1766–1818) und dem Pädagogen Ferdinand Franz Wallraf um 1809 gegründeten »Olympischen Gesellschaft« an. Diese Gesellschaft hatte sich der Pflege der Kunst und Literatur sowie des Kölner Humors und Dialekts verschrieben. Die Gesellschaft tagte wöchentlich im Winter in der Wohnung von Wallraf in der Dompropstei und im Sommer in einem hoch gelegenen Lokal am Bollwerk, welches die Mitglieder als Olymp begriffen und damit der Gesellschaft den Namen gab.
Am 18. Januar 1819 wurde er zum Mitglied der Académie royale des Sciences et Belles-Lettres und am 26. Oktober 1819 mit dem akademischen Beinamen Laurenberg zum Mitglied (Matrikel-Nr. 1148) der Leopoldina gewählt. Cassel war weiterhin Mitglied der mineralogischen Gesellschaft zu Jena, der naturforschenden Gesellschaft zu Halle und der Wetterauischen Gesellschaft für die gesamte Naturkunde zu Hanau.
Ihm zu Ehren wurde die Pflanzengattung Casselia Nees & Martius 1823 aus der Familie der Eisenkrautgewächse benannt.

## Schriften
- Dissertatio inauguralis medica, sistens cogitata circa originem et formam morborum systematis nervosi. Parisii 1805. (books.google.de, Digitalisat)

- Skizzen für Zoonomie oder das Leben der Zahlen und Formen. 1808.

- Versuch über die natürlichen Familien der Pflanzen mit Rücksicht auf ihre Heilkraft. Rommerskirchen, Köln 1810. (reader.digitale-sammlungen.de, Digitalisat)

- Die Worte eines Deutschen am linken Rheinufer. Cöln 1814. (dilibri.de, Digitalisat)

- Lehrbuch der natürlichen Pflanzenordnung. Andreäische Buchhandlung, Frankfurt am Main 1817. (books.google.de, Digitalisat)

- Morphonomia botanica, sive observationes circa proportionem et evolutionem partium plantarum. DuMont-Schauberg, Coloniae Agrippinae 1820. (reader.digitale-sammlungen.de, Digitalisat)